# Piper fimbriulatum
Piper fimbriulatum là một loài thực vật thuộc họ Piperaceae. Loài này có ở Colombia, Costa Rica, và Panama. Chúng hiện đang bị đe dọa vì mất môi trường sống.